# David Breitinger

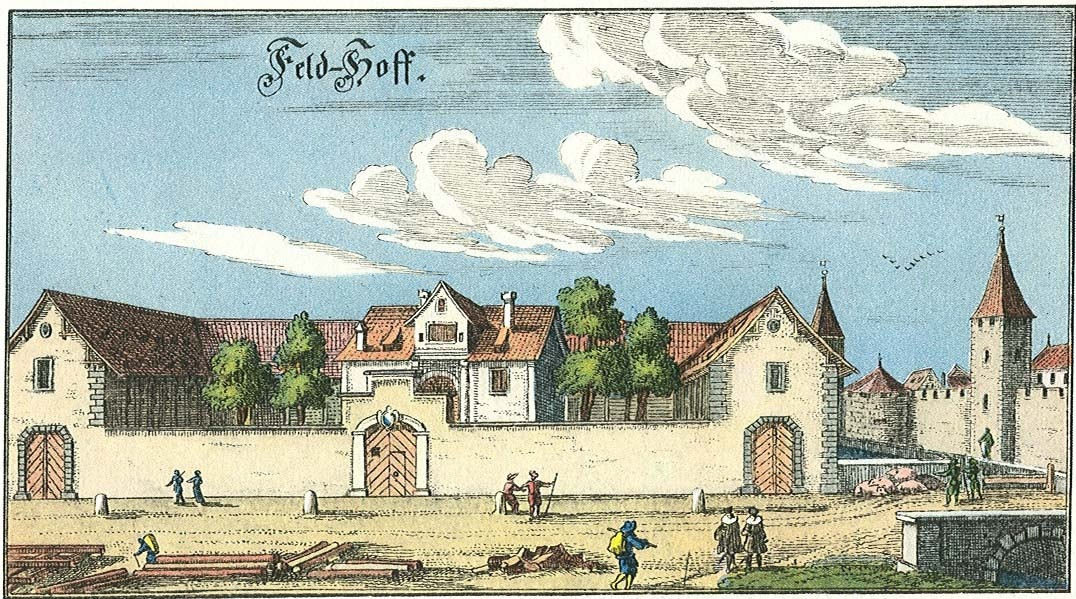
Feldhof 1760, Wohnung des Zeugherrs

David Breitinger (* 28. Mai 1763 in Fehraltorf; † 23. März 1834 in Zürich) war ein Schweizer Instrumentenbauer, Offizier und Politiker.

## Leben
David Breitinger wuchs als Sohn des Theologen, Mathematikers und Hochschullehrers David Breitinger (1737–1817) mit seinem Bruder Johann Heinrich Breitinger (1774–1848) in Zürich auf. Er durchlief die dortige «Kunstschule», die 1773 gegründete Industrieschule, an welcher sein Vater Mathematik und Physik lehrte.
Anschliessend entschied er sich für den Beruf des Feinmechanikers, um Instrumente bauen zu können. Bei diesem Beruf herrschte in Zürich Mangel und Instrumente mussten oft von auswärts (Augsburg, London, Schaffhausen) eingeführt werden. Er machte eine zweijährige Ausbildung zum Feinmechaniker in Strassburg und eine Weiterbildung in London. 1787 errichtete er am Wolfbach in Hottingen eine Werkstätte für Vermessungsinstrumente in Zürich.
Breitinger konstruierte meteorologische und astronomische Apparate unter anderen für die Sternwarte auf dem Karlsturm des Grossmünsters. 1788 baute er für die mathematisch-militärische Gesellschaft einen Reisebarometer und für Ingenieur Johannes Feer (1763–1823) Landesvermessungsinstrumente unter anderem für die Basisliniemessungen (Grundlage für die Triangulation) im Sihlfeld von 1794 bis 1797, an denen er selbst teilnahm. Weitere Apparate schuf er 1790 für Johann Rudolf Meyer in Aarau.

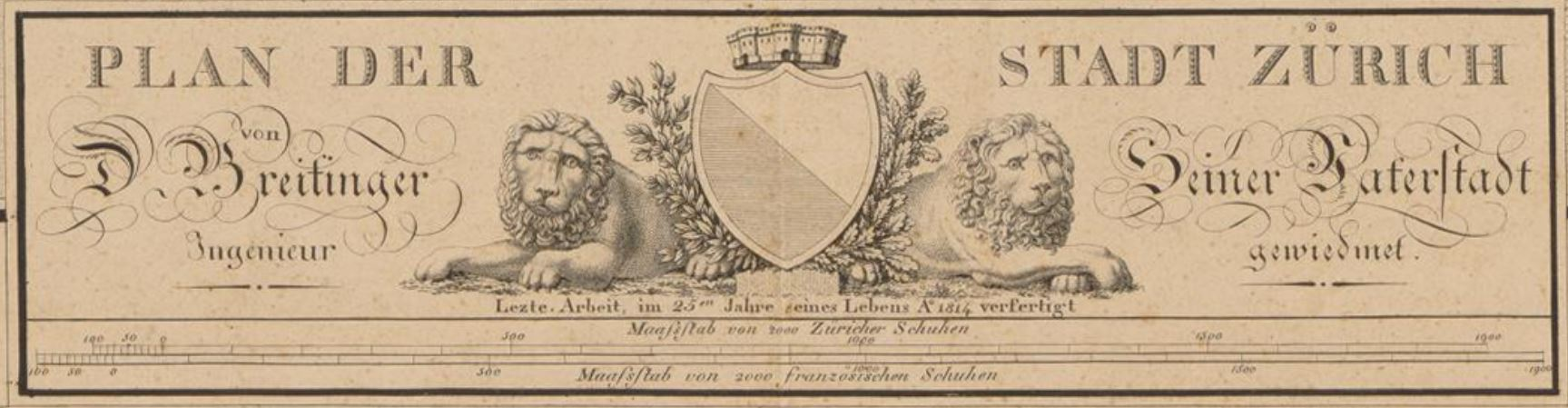
Plan der Stadt Zürich von Sohn David, 1814

Er war Oberst, ab 1789 Inspektor der Artillerie und von 1803 bis 1826 Zeugherr, als solcher nahm er Wohnsitz im «Feldhof». Von 1803 bis 1830 war er Mitglied des Grossen Rats. 1804 gab er als Topograph einen thematischen Stadtplan von Zürich (Plan de la ville et des environs de Zurich) heraus, der vor allem die Kriegshandlungen zwischen Österreichern und Franzosen während den Schlachten bei Zürich von 1799 veranschaulichen sollte. 1788 heiratete er Küngolt Meyer, die Tochter des Zunftmeisters Hans Kaspar Meyer. Ihr Sohn David (1789–1815) war Ingenieur und Kartograf.

## Werk
- 1804L Plan der Stadt Zürich und der Umgebung[5]